# Rallye du Soleil de Minuit
Le Midnattssolsrallyt ou Rallye du Soleil de Minuit  est un rallye automobile estival organisé en Suède des années 1950 au milieu des années 1960, et de nouveau depuis 2006. 

## Historique
En 1953 il devient la 8e manche du tout premier Championnat d'Europe des rallyes, à peine au bout de trois ans d'existence.
Après une période d'inactivité de plus de quarante ans, il est décidé de faire revivre l'un des rallyes mythiques de Suède, le Midnattssolsrallyt ou Rallye du Soleil de Minuit Historique.
Organisé par l’Automobile Club Royal de Suède (le Kungliga Automobil Klubben) assisté de Per Carlsson lui-même ancien pilote de rallye et vainqueur de plusieurs épreuves sur Saab, cette épreuve a repris sa place en 2006 au calendrier boreal, devenant alors rapidement l'un des incontournables évènements pour véhicules historiques en catégorie "VHC" (Véhicules Historiques de Compétition) et "VHRS" (Véhicules Historiques de Régularité Sportive) dans les pays nordiques. En 2009 l'épreuve est internationale. Elle a lieu généralement à la mi-juillet, comme antérieurement en été.

## Palmarès

### "Historic"

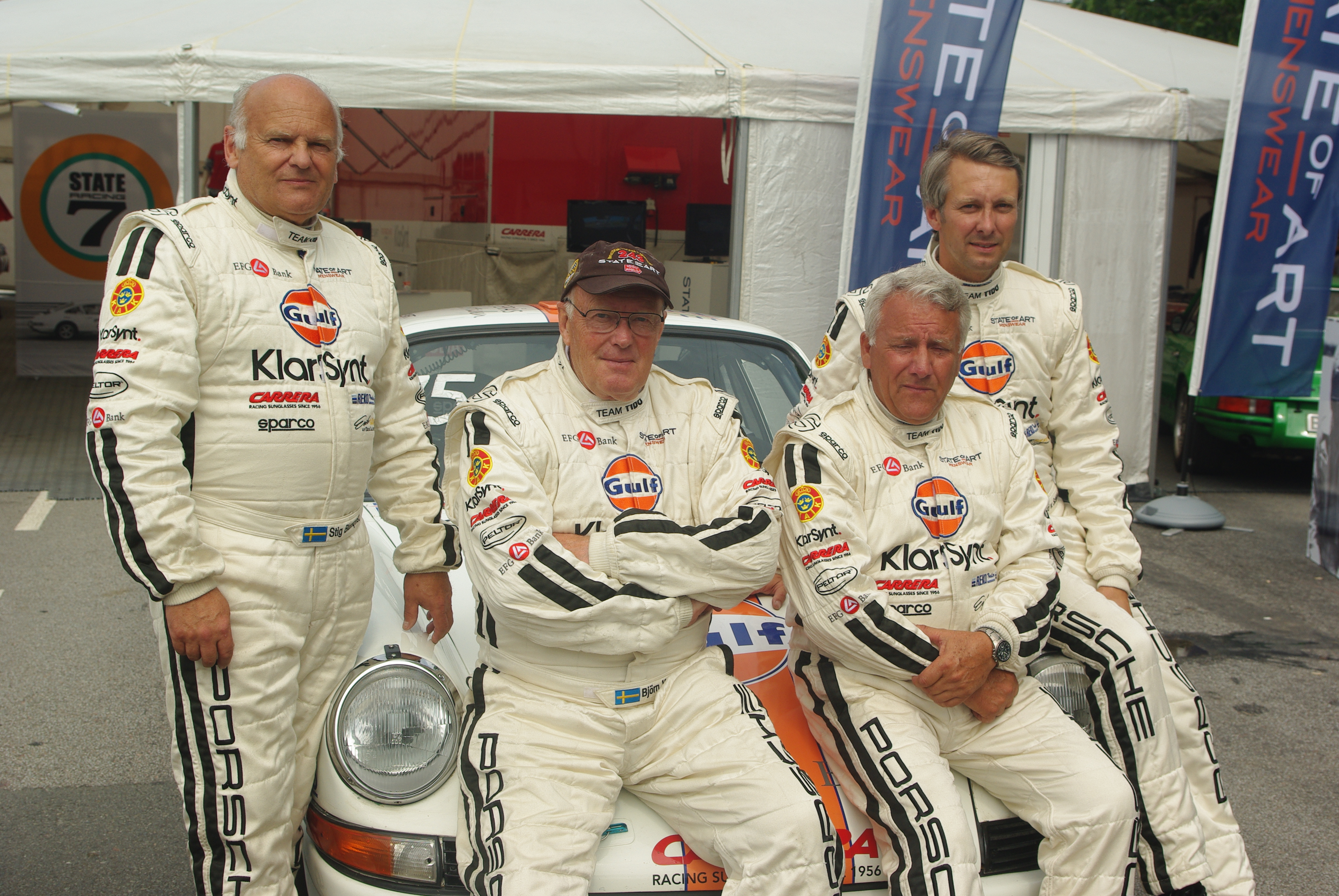
Stig Blomqvist, Björn Waldegård, Åke Andersson et David von Schinkel, lors de l'édition 2011 (team Tidö).

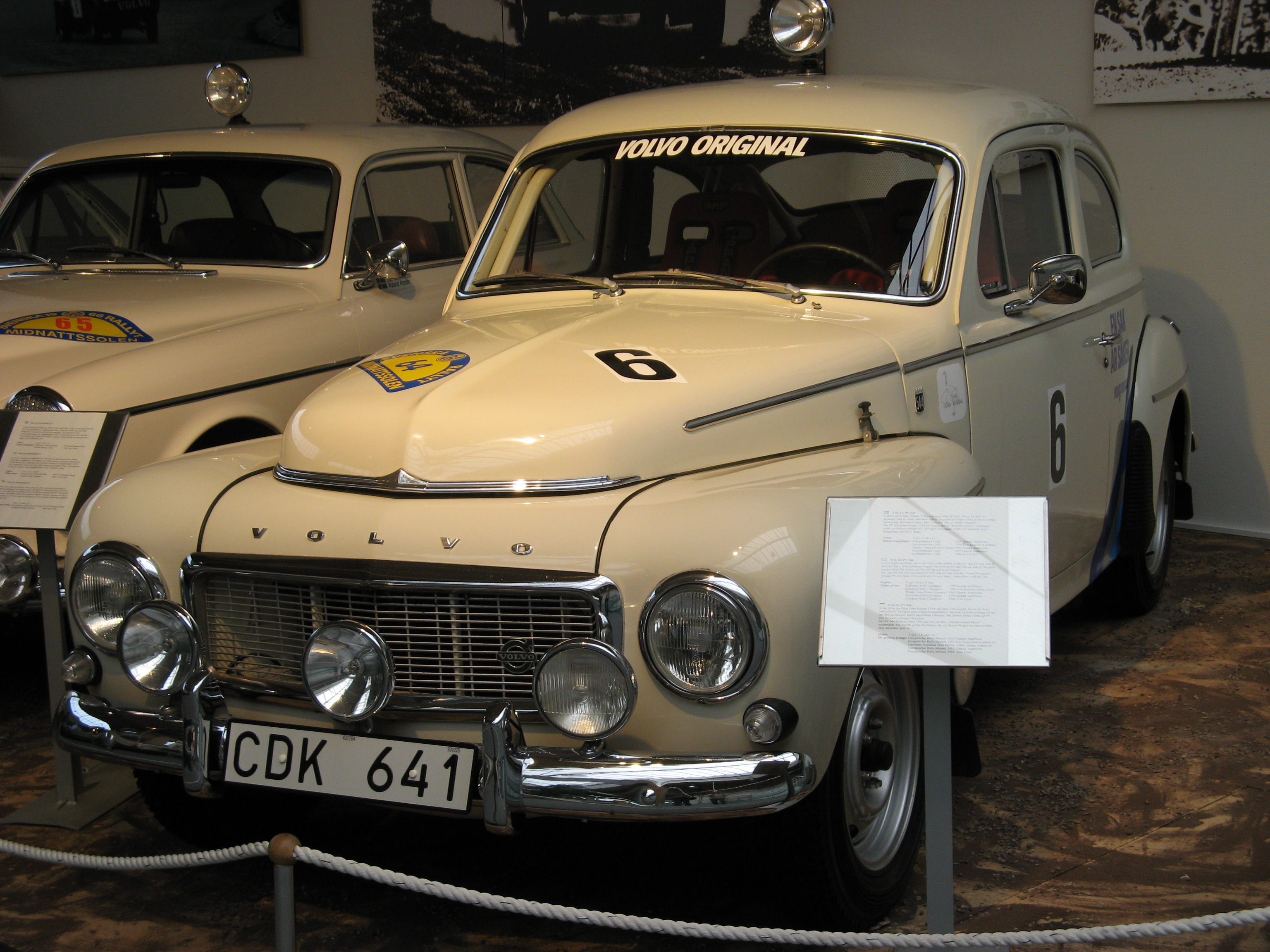
Volvo PV 544 Rally

- 2012 VHRS - Régularité classe 1: Peter Fixell / Ingrid Veiret / MG MG A
- 2012 VHRS - Régularité classe 2: Thorbjørn Bye / Oddvar Moland / BMW 2002 tii
- 2012 VHC: Tom Damberg /  Lasse Savander / Volvo 164

- 2011 VHRS - Régularité classe 1: Douglas Kennborn / Berne Kennborn / Porsche 356A Speedster
- 2011 VHRS - Régularité classe 2: Patrick Carlsson / Per-Jan RS Carlsson / Volvo 244
- 2011 VHC: Kenny Bräck / Emil Axelsson / Ford Escort

- 2010 VHRS - Régularité classe 1: Bertil Trued / Uno Dahl / Saab 96
- 2010 VHRS - Régularité classe 2: Penti-Juhani Hintikka / Kari Kuosmanen / VW 1303 S
- 2010 VHC: Kenneth Bäcklund / Bengt-Arne Gustafsson / Ford Escort RS 1800

- 2009 VHRS - Régularité classe 1: Douglas Kennborn / Berne Kennborn / Porsche 356 Speedster
- 2009 VHRS - Régularité classe 2: Per du Hane / Oddvar Moland / Porsche 911
- 2009 VHC: Stig Blomqvist / Leif Ahlin / Ford Escort RS 1800

- 2008 VHRS - Régularité classe 1: Kjell Gudim / Tom A. Granli / VW 1303 S
- 2008 VHRS - Régularité classe 2: Douglas Kennborn / Berne Kennborn / Porsche 356A Speedster
- 2008 VHC: Tony Jansson / Micke Lööv / Ford Escort Mk1

- 2007 VHRS - Régularité classe 1: Lars Håkansson / Per-Jan Carlsson / Porsche
- 2007 VHRS - Régularité classe 2: Walter Olofsson / Hans Sylvan / Saab 99 EMS
- 2007 VHC: Björn Waldegård / Robert Jacobsson / Porsche 911 Carrera

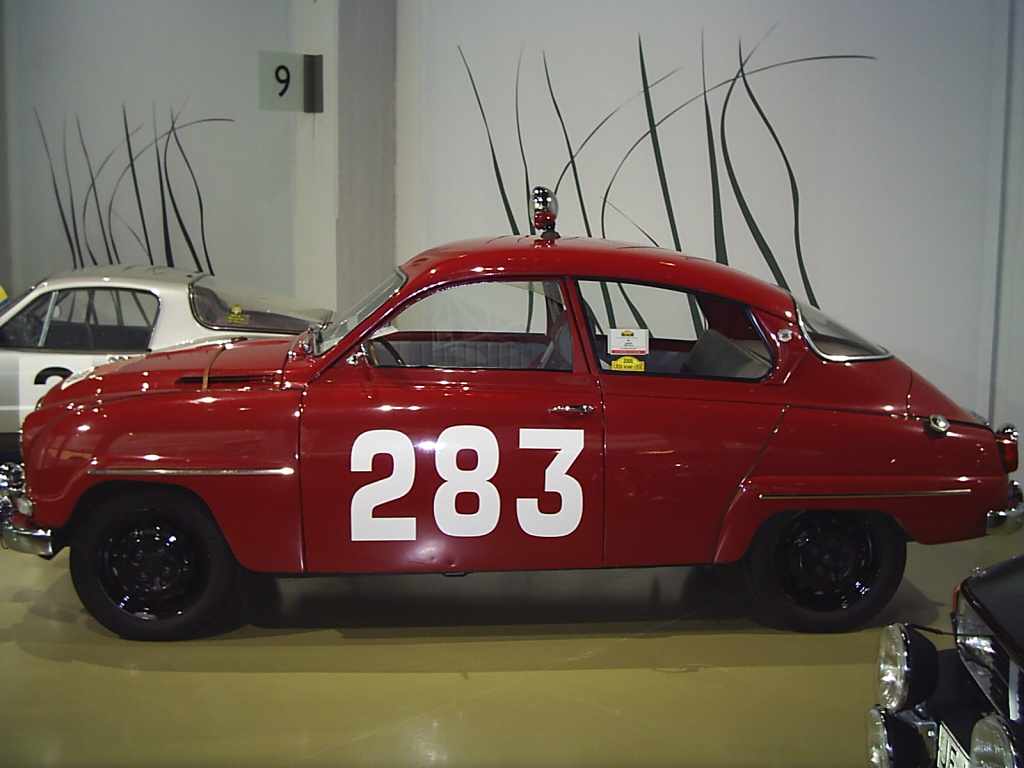
Saab 96 modèle 1963

- 2006 VHRS - Régularité classe 1: Douglas Kennborn / Berne Kennborn / Porsche 356 A Speedster
- 2006 VHRS - Régularité classe 2: Stefan Helin / Hans Sylvan / Saab 99 EMS
- 2006 VHC: Tony Jansson / Bosse Eriksson / Ford Cortina Lotus

### Classique

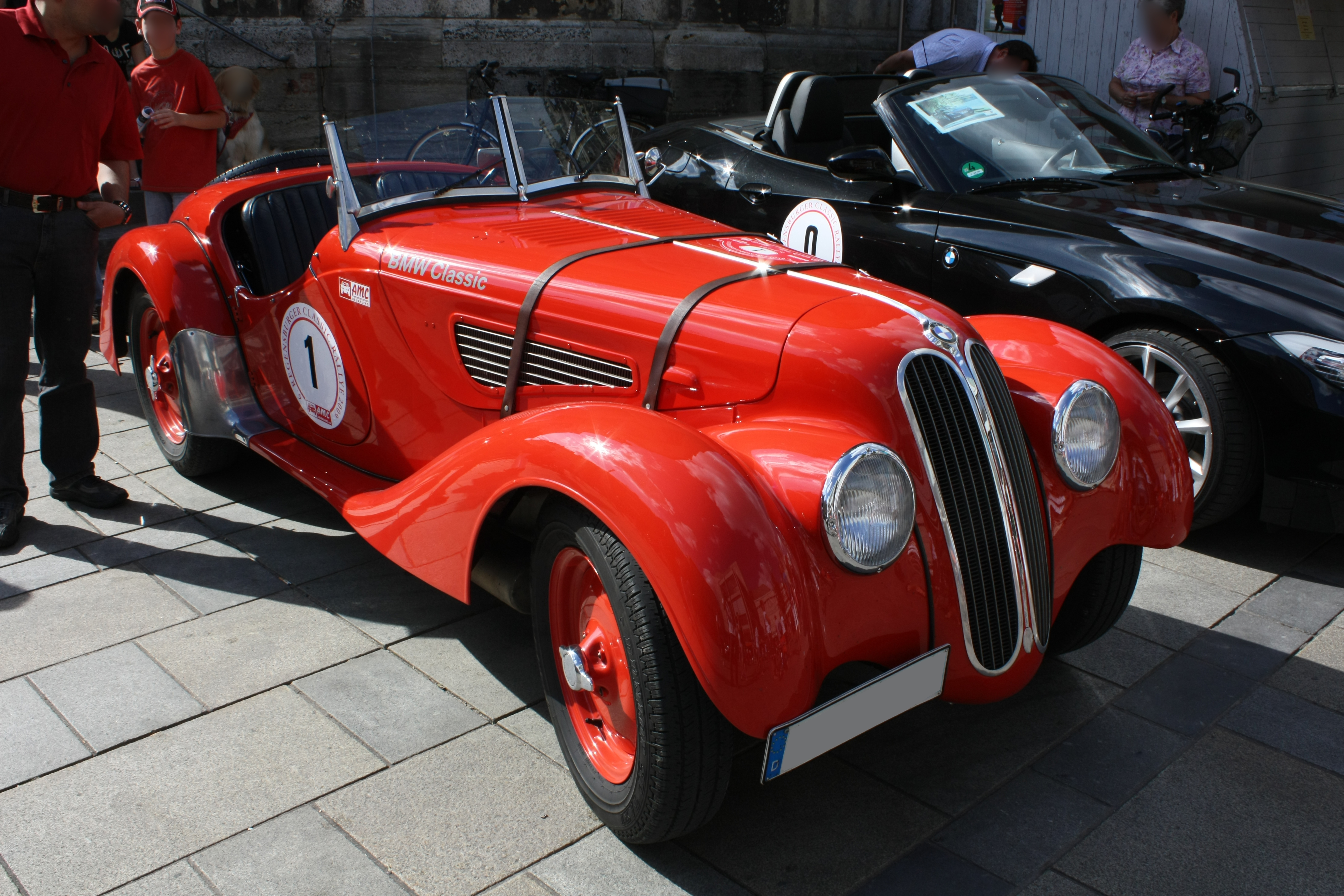
BMW 328

(15 éditions)
- 1964[2] Tom Trana / Gunnar Thermaenius[3] Volvo PV 544
- 1963 Berndt Jansson / Erik Pettersson / Porsche Carrera[4]
- 1962 Bengt Söderström / Bo Olsson / BMC Cooper
- 1961 Carl-Magnus Skogh / Rolf Skogh / Saab 96
- 1960 Carl-Magnus Skogh / Rolf Skogh / Saab 96
- 1959 Erik Carlsson / Mario Pavoni / Saab 93[5]

- 1958 Gunnar Andersson / Niels Peder Elleman-Jacobsen[6] / Volvo PV 444
- 1957 Ture Jansson / L. Jansson / Volvo PV 444 LS
- 1956 Harry Bengtsson / Å. Righard / VW
- 1955 Allan Borgefors / Åke Gustavsson / Porsche
- 1954 Carl-Gunnar Hammarlund / Erik Pettersson / Porsche
- 1953 Sture Nottorp / B.Jonsson / Porsche
- 1952 "Grus-Olle" Persson / O. Norrby / Porsche
- 1951 Gunnar Bengtsson / S.Zetterberg / Talbot Lago T26GS
- 1950 Per-Frederik Cederbaum / B. Sohlberg / BMW 327/328